# 宮崎光学
MS-OPTICS（エムエスオプティックス）は、日本のレンズメーカー。一眼レフカメラ用交換レンズを製作している株式会社。「宮崎光学」とも呼ばれている。

## 概要
創設者の「宮崎貞安」は、以前タカラトミー（旧トミー）のプロダクトデザインや設計に務めていた。｢トミカビル｣や｢パックマン｣の考案などの功績を残した。以降、デザインと設計の経験を生かし、趣味であったレンズ設計に力を注ぐようになった。そして、1996年に他社の既存レンズをライカMマウントにしたカスタムレンズを製作・販売開始。2006年よりオリジナルレンズ制作を開始。2015年に事業を法人化し「株式会社MS-OPTICS」を設立する。現在も手作業でカメラ用レンズを製作している。

## レンズ製品
主に、ライカ用Mマウント用レンズを手掛ける。以下の通り
- MS-MODE-S - 最初にリリースしたレンズ[5]。

### APOQUALIA
- APOQUALIA 1.7/28 - フィルター径M34。最短撮影距離0.4m[6]。
- APOQUALIA1.3/35 SLIM
- APOQUALIA1.3/35II SLIM
- APOQUALIA-G 1.4/35 F MC
- APOQUALIA2/28
- APOQUALIA2/28II
- APOQUALIA2/28III -レンズガウス型4群6枚 [7]

### APOLLON
- APOLLON 1,3/36 - 2022年12月発売。レンズ4群6枚。フィルター径M34。焦点距離36.2㎜。f値1.38。ライカMマウント[8]。

### APORIA
- APORIA2/24 - 24㎜の超薄型大口径レンズ。ライカMマウント[9]。

### XENOMAX
- XENOMAX3.5/50 - フィルター径M37。レンズ4群5枚。焦点距離51.6ｍｍ。ライカMマウント[10]。

### SONNETAR
- SONNETAR1.3/50 - レンズ4群5枚。ライカMマウント[11]。
- SONNETAR1.5/73 - レンズ4群5枚。ライカMマウント。

### VARIOPRASMA
- VARIOPRASAMA1.5/50 - 4群6枚Full MCコート SA可変レンズ。ライカMマウント。1922年に、P.RODOLPHが開発した「KINO PRASMAT1.5/50」を再現したレンズ。

### VARIOPET
- VARIOPETZ2/57

### HIPOLION
- HIPOLION19/8

### HISTORIO
- HISTORIO-PROT6.3/40 - レンズ２群4枚。ライカMマウント。1890年ZeissのRudolphにより設計された初のAnastigmat Lens「PROTAR」を再現した。
- HISTORIO-DAGONAR6.3/40 - レンズ2群6枚。ライカMマウント。1905年、ゲルツ社から発売されたフォン・フーフによる設計の「Dagonar」=ゲルツダゴールの復元レンズである。

### ELNOMAXIM
- ELNOMAXIM1.2/55 - レンズ4郡4枚Elnostar型。ライカMマウント。1920年、Elneman社のBerteleにより開発された「Ernostar0-1.8」の復元レンズである。

### PET
- PETZ2/57 - レンズペッツバール改良型4群4枚。ライカMマウント。1840年、Petzvalとフォクトレンダーにより開発された「Petzval人像鏡」の復元レンズ。

### PERAR
3群3枚トリプレット型レンズ
- PERAR-R 3.5/35 MC
- PERAR-R 4/28 MC
- PERAR-R 4/24 MC
- PERAR-R 4.5/21 MC
- PERAR-R 4.5/17 MC

### Summarit
- Summarit 40mm F2.4 - ライカ ミニルックスの「ズマリット40mmF2.4」をライカMマウントにしたレンズ。

### REIROAL
- REIROAL 35mm F1.4 - レンズ4群6枚ダブルガウス。限定100本。最短撮影距離0.5m[13]。マップカメラ共同で企画・開発した商品。

## その他

### フード
- M58.5システムフード
- M56システムフード
- M51.5システムフード

### 取付レンズ
- MS.MAG×1.8
- MS.MAG×1.35